# Sui nostri passi
Sui nostri passi è un singolo del cantante italiano Valerio Scanu, il primo estratto dal quinto album in studio Lasciami entrare e pubblicato il 7 gennaio 2014 dalla NatyLoveYou, etichetta discografica creata dal cantante.
Il singolo, ad una settimana dalla sua pubblicazione, ha debuttato alla 12ª posizione della Top Singoli.

## Il brano
Sui nostri passi, pubblicato per il download digitale sull'iTunes Store, ha anticipato la pubblicazione dell'album Lasciami entrare, pubblicato il 28 gennaio 2014. Entrambe le pubblicazioni sono sotto la casa discografica di cui il cantante è titolare del marchio, la NatyLoveYou.
Come dichiarato dal cantante, il brano è principalmente pop ma è caratterizzato da molte sfumature R&B, era da diverso tempo chiuso nel cassetto. Il brano è stato pubblicato con due edizioni, presenti nellArchivio Opere Musicali Siae, la Emi Music Publishing Italia e la Startup di Luca Mattioni, il quale ha curato sia il testo che la musica insieme a Mario Cianchi. Nonostante non risulti accreditato come autore, lo stesso Valerio Scanu ha preso parte alla sua realizzazione.

In merito al concept del singolo, il cantante ha rivelato:
 Il cantante quindi pone l'accento su come sia facile cadere negli stessi errori ed il futuro in tal senso è semplicemente quello di migliorare se stessi e ciò che ci circonda.

### Copertina
Nel mese di dicembre, su internet, è stata pubblicata in anteprima la copertina del singolo. Nella copertina appare il primo piano del cantante con i capelli sciolti a coprire il suo occhio sinistro. Poco sotto appare in grassetto e maiuscolo il nome e cognome del cantante in colore bianco con subito vicino un cuore stilizzato (simbolo della NatyLoveYou); appena sotto con font di carattere più piccolo appare invece il titolo del singolo, tutto in minuscolo.

## Il video
Il videoclip, diretto da Dalila Miggiano, è stato girato a Roma. Tra dicembre 2013 e gennaio 2014, il cantante, ha pubblicato attraverso il proprio canale YouTube alcune anteprime e dietro le quinte del video. La regista in merito al video ha dichiarato:
In merito alle realizzazione della tecnica video la regista ha girato con steadicam per rendere le immagini fluide. Nei vari cambi di abito, luce ed ambiente, alternati, si vuole rendere l'idea dello scorrere del tempo.

## Tracce
Download digitale
Testi e musiche di Luca Mattioni e Mario Cianchi.
1. Sui nostri passi – 3:43 (edizioni musicali Emi Music Publishing Italia e Startup)

## Classifiche
| Classifica (2014) | Posizione massima |
| ----------------- | ----------------- |
| Italia            | 12                |